# Segunda Batalla de Ras Lanuf
La Segunda Batalla de Ras Lanuf fue una batalla entre el ejército leal al líder libio Muamar el Gadafi y las fuerzas rebeldes, dentro del marco de la Rebelión en Libia de 2011.

## Antecedentes
El 6 de marzo, cuando los rebeldes avanzaban hacia Sirte, fueron emboscados por las tropas leales en Ben Yauad y puestos en fuga. Así pues, se retiraron a Ras Lanuf, donde fueron bombardeados durante los días siguientes. Tras tres días de constante bombardeo, se reportaron 20 rebeldes muertos y al menos 65 heridos.

## Consecuencias
Un duro golpe a las fuerzas pro Gadafi y provoca hace que el control de las grandes refinerías y puertos del mediterráneo pasen a manos rebeldes. Ras Lanuf, ya en poder de los rebeldes, que avanzaban hacia Sirte, ciudad natal del sátrapa a 450 kilómetros de Trípoli, y previsiblemente un botín más difícil de capturar para los insurgentes.